# Блок, Дениз
Дениз Мадлейн Блок (фр. Denise Madeleine Bloch; 21 января 1916, Париж — 5 февраля 1945, концлагерь Равенсбрюк) — французская разведчица еврейского происхождения, работавшая в годы Второй мировой войны в британском Управлении специальных операций.

## Биография
Родилась в еврейской семье в Париже, в округе Барро. Родители: Жак Анри Блок и Сюзанн Леви-Штраусс. В семье также было трое братьев. До войны работала секретарём в Ситроэне. В 1942 году её семья стала объектом охоты гестаповцев, и Дениз вынуждена была скрыться в подполье. В Ситроэне она познакомилась с лейтенантом французской армии Жан-Максимом Ароном, лидером движения Сопротивления. В Лионе она была завербована британской разведкой и начала работать в паре с радистом Брайаном Стоунхаусом до октября 1942 года, пока тот не был раскрыт и арестован.
В начале 1943 года Блок ушла в подполье, вскоре вышла на связь с британскими разведчиками Джорджем Старром и Филиппом де Вомкуром. С ними она начала работать в департаменте Ло и Гаронна, в городе Ажан, а затем через Пиренеи сумела выбраться в Гибралтар и оттуда попасть в Лондон, где прошла базовую подготовку в лагере Управления специальных операций. 2 марта 1944 в паре с Робером Бенуа была сброшена с парашютом в центральной Франции, в районе Нанта. Там Дениз и Робер вышли на связь с водителем Жан-Пьером Вимиллем, однако в июне Бенуа и Блок были раскрыты и брошены в тюрьму.
Дениз регулярно подвергалась избиению в тюрьме, позднее была экстрадирована в Германию, сначала в саксонский Торгау, а затем в Кёнигсберг, где пострадала от обморожения и голода. 25 января 1945 она была переведена в Равенсбрюк, где была казнена 5 февраля вместе с Лилиан Рольф, Виолеттой Шабо и Сесили Лефор. Трупы были кремированы. По неподтверждённым данным, казнь осуществил штурмбанфюрер СС Хорст Копков.

## Память
Прах Дениз Блок перезахоронен на кладбище Монмартр в Париже. Посмертно Блок была награждена французскими Орденом Почётного Легиона, Медалью Сопротивления и Военным крестом с пальмовыми листьями, а также благодарственной грамотой Короля Великобритании за храбрость; отмечена также британскими Звездой 1939—1945 годов, Французской и Германской звездой, а также Военной медалью 1939—1945 годов с планкой. Её имя увековечено на мемориале Бруквуд в британском графстве Суррей, а также на Стене почёта во французском Валенсае (департамент Эндр).